# Baseball-Europameisterschaft 2012
Die Baseball-Europameisterschaft 2012 war die 32. Baseball-Europameisterschaft und fand vom 7. September bis zum 16. September 2012 in den Niederlanden statt. Dies hatte die Confederation of European Baseball (CEB) bekanntgegeben.
Als Titelverteidiger trat Italien zur Europameisterschaft an.

## Teilnehmer
| Gruppe A     | Gruppe A                                   | Gruppe B       | Gruppe B                                    |
| ------------ | ------------------------------------------ | -------------- | ------------------------------------------- |
| Griechenland | Vierter, Baseball-Europameisterschaft 2010 | Belgien        | Gewinner von Gruppe 1                       |
| Italien      | Baseball-Europameisterschaft 2010          | Deutschland    | Baseball-Europameisterschaft 2010           |
| Kroatien     | Gewinner von Gruppe 5                      | Frankreich     | Sechster, Baseball-Europameisterschaft 2010 |
| Russland     | Gewinner von Gruppe 3                      | Großbritannien | Gewinner von Gruppe 4                       |
| Schweden     | Fünfter, Baseball-Europameisterschaft 2010 | Niederlande    | Baseball-Europameisterschaft 2010           |
| Spanien      | Gewinner von Gruppe 2                      | Tschechien     | Siebter, Baseball-Europameisterschaft 2010  |

Zwölf Mannschaften hatten sich für die 32. Baseball-Europameisterschaft qualifiziert. Die besten sieben Mannschaften der Europameisterschaft 2010 waren automatisch qualifiziert, darunter auch die deutsche Baseballnationalmannschaft, die 2010 den dritten Rang erreichte. 2011 fanden fünf Qualifikationsturniere statt, deren Sieger das Ticket zur EM lösten: Belgien, Spanien, Russland, Großbritannien und Kroatien. Dabei belegte Österreich den zweiten Platz in Gruppe 1 hinter Belgien. Die Schweiz belegte ebenfalls in der Gruppe 2 den zweiten Platz hinter Spanien.

## Vorrunde

### Gruppe A
| Pl. | Team         | S | N | %     |
| --- | ------------ | - | - | ----- |
| 1.  | Italien      | 5 | 0 | 1.000 |
| 2.  | Spanien      | 4 | 1 | .800  |
| 3.  | Schweden     | 3 | 2 | .600  |
| 4.  | Griechenland | 2 | 3 | .400  |
| 5.  | Kroatien     | 1 | 4 | .200  |
| 6.  | Russland     | 0 | 5 | .000  |

| Datum      | Team 1       | Score | Team 2       | Inning | Ort       | Boxscore |
| ---------- | ------------ | ----- | ------------ | ------ | --------- | -------- |
| 07.09.2012 | Spanien      | 10–0  | Griechenland | 8      | Haarlem   | Boxscore |
| 07.09.2012 | Schweden     | 14–1  | Russland     | 7      | Utrecht   | Boxscore |
| 07.09.2012 | Kroatien     | 0–16  | Italien      | 5      | Haarlem   | Boxscore |
| 08.09.2012 | Russland     | 1–10  | Spanien      |        | Haarlem   | Boxscore |
| 08.09.2012 | Griechenland | 7–2   | Kroatien     |        | Rotterdam | Boxscore |
| 08.09.2012 | Italien      | 8–1   | Schweden     |        | Haarlem   | Boxscore |
| 09.09.2012 | Schweden     | 4–2   | Kroatien     |        | Haarlem   | Boxscore |
| 09.09.2012 | Italien      | 4–3   | Spanien      |        | Haarlem   | Boxscore |
| 09.09.2012 | Griechenland | 9–5   | Russland     |        | Utrecht   | Boxscore |
| 10.09.2012 | Kroatien     | 8–4   | Russland     |        | Utrecht   | Boxscore |
| 10.09.2012 | Schweden     | 1–13  | Spanien      | 7      | Rotterdam | Boxscore |
| 10.09.2012 | Italien      | 7–0   | Griechenland |        | Haarlem   | Boxscore |
| 11.09.2012 | Spanien      | 6–0   | Kroatien     |        | Utrecht   | Boxscore |
| 11.09.2012 | Griechenland | 3–5   | Schweden     |        | Haarlem   | Boxscore |
| 11.09.2012 | Russland     | 0–10  | Italien      | 7      | Haarlem   | Boxscore |

### Gruppe B
| Pl. | Team           | S | N | %    |
| --- | -------------- | - | - | ---- |
| 1.  | Niederlande    | 4 | 1 | .800 |
| 2.  | Deutschland    | 4 | 1 | .800 |
| 3.  | Tschechien     | 3 | 2 | .600 |
| 4.  | Frankreich     | 2 | 3 | .600 |
| 5.  | Belgien        | 1 | 4 | .200 |
| 6.  | Großbritannien | 1 | 4 | .200 |

| Datum      | Team 1         | Score | Team 2         | Inning | Ort       | Boxscore |
| ---------- | -------------- | ----- | -------------- | ------ | --------- | -------- |
| 07.09.2012 | Tschechien     | 4–5   | Deutschland    | 10     | Rotterdam | Boxscore |
| 07.09.2012 | Frankreich     | 3–1   | Großbritannien |        | Utrecht   | Boxscore |
| 07.09.2012 | Belgien        | 0–17  | Niederlande    | 6      | Rotterdam | Boxscore |
| 08.09.2012 | Deutschland    | 10–2  | Belgien        |        | Utrecht   | Boxscore |
| 08.09.2012 | Großbritannien | 6–1   | Tschechien     |        | Utrecht   | Boxscore |
| 08.09.2012 | Niederlande    | 15–0  | Frankreich     | 5      | Rotterdam | Boxscore |
| 09.09.2012 | Frankreich     | 9–8   | Belgien        |        | Utrecht   | Boxscore |
| 09.09.2012 | Niederlande    | 2–3   | Tschechien     | 10     | Rotterdam | Boxscore |
| 09.09.2012 | Deutschland    | 6–1   | Großbritannien |        | Rotterdam | Boxscore |
| 10.09.2012 | Frankreich     | 0–6   | Tschechien     |        | Haarlem   | Boxscore |
| 10.09.2012 | Belgien        | 10–7  | Großbritannien |        | Utrecht   | Boxscore |
| 10.09.2012 | Niederlande    | 10–0  | Deutschland    | 7      | Rotterdam | Boxscore |
| 11.09.2012 | Deutschland    | 8–3   | Frankreich     |        | Rotterdam | Boxscore |
| 11.09.2012 | Tschechien     | 12–3  | Belgien        |        | Utrecht   | Boxscore |
| 11.09.2012 | Großbritannien | 2–11  | Niederlande    |        | Rotterdam | Boxscore |

## Platzierungsspiele

### Spiel um Platz 7
| Datum      | Team 1     | Score | Team 2       | Inning | Ort     | Boxscore |
| ---------- | ---------- | ----- | ------------ | ------ | ------- | -------- |
| 12.09.2012 | Frankreich | 5–9   | Griechenland |        | Utrecht | Boxscore |

### Spiel um Platz 9
| Datum      | Team 1  | Score | Team 2   | Inning | Ort     | Boxscore |
| ---------- | ------- | ----- | -------- | ------ | ------- | -------- |
| 12.09.2012 | Belgien | 3–2   | Kroatien |        | Haarlem | Boxscore |

### Spiel um Platz 11
| Datum      | Team 1   | Score | Team 2         | Inning | Ort       | Boxscore |
| ---------- | -------- | ----- | -------------- | ------ | --------- | -------- |
| 12.09.2012 | Russland | 2–6   | Großbritannien |        | Rotterdam | Boxscore |

## Hauptrunde
| Pl. | Team        | S | N | %     |
| --- | ----------- | - | - | ----- |
| 1.  | Italien     | 5 | 0 | 1.000 |
| 2.  | Niederlande | 3 | 2 | .600  |
| 3.  | Spanien     | 3 | 2 | .600  |
| 4.  | Deutschland | 2 | 3 | .400  |
| 5.  | Tschechien  | 2 | 3 | .400  |
| 6.  | Schweden    | 0 | 5 | .000  |

| Datum      | Team 1      | Score | Team 2      | Inning | Ort       | Boxscore |
| ---------- | ----------- | ----- | ----------- | ------ | --------- | -------- |
| 13.09.2012 | Spanien     | 6–5   | Tschechien  |        | Haarlem   | Boxscore |
| 13.09.2012 | Italien     | 3–0   | Deutschland |        | Haarlem   | Boxscore |
| 13.09.2012 | Schweden    | 1–17  | Niederlande | 6      | Rotterdam | Boxscore |
| 14.09.2012 | Deutschland | 10–3  | Schweden    |        | Rotterdam | Boxscore |
| 14.09.2012 | Niederlande | 2–0   | Spanien     |        | Rotterdam | Boxscore |
| 14.09.2012 | Tschechien  | 0–3   | Italien     |        | Haarlem   | Boxscore |
| 15.09.2012 | Tschechien  | 6–5   | Schweden    |        | Haarlem   | Boxscore |
| 15.09.2012 | Deutschland | 6–8   | Spanien     |        | Haarlem   | Boxscore |
| 15.09.2012 | Italien     | 4–3   | Niederlande |        | Rotterdam | Boxscore |

### Finale
| Datum      | Team 1  | Score | Team 2      | Inning | Ort       | Boxscore |
| ---------- | ------- | ----- | ----------- | ------ | --------- | -------- |
| 16.09.2012 | Italien | 8–3   | Niederlande |        | Rotterdam | Boxscore |

## Endstand
|                                   | Italien        | 9 | 0 |
|                                   | Niederlande    | 6 | 3 |
|                                   | Spanien        | 4 | 4 |
| 4                                 | Deutschland    | 4 | 4 |
| 5                                 | Tschechien     | 4 | 4 |
| 6                                 | Schweden       | 3 | 5 |
| nicht für Hauptrunde qualifiziert |                |   |   |
| 7                                 | Griechenland   | 3 | 3 |
| 8                                 | Frankreich     | 2 | 4 |
| 9                                 | Belgien        | 2 | 4 |
| 10                                | Kroatien       | 1 | 5 |
| 11                                | Großbritannien | 2 | 4 |
| 12                                | Russland       | 0 | 6 |